# 三山 (船橋市)
三山（みやま）は千葉県船橋市にある地名である。かつては御山と表記した。現行行政地名は三山一丁目から三山九丁目。郵便番号は274-0072。

## 地理

### 河川
菊田川水系
- 三田川
  - 三山川

### 地価
住宅地の地価は、2014年（平成26年）1月1日の公示地価によれば、三山1-18-12の地点で10万5000円/m2となっている。

## 地名の由来
三山の地名の由来は御山又は宮山が変化したと考えられている。三山の鎮守である二宮神社の神官の子孫で三山姓、御山姓が分布している。土地が広く、1950年代あたりまでは東の方に「三山新田」という別の集落があった。この東半分（現在の三山8、9丁目）は元「今湊新田」であり、行徳湊村（現市川市）からの開拓者が開いた。「今」とは「新（新しい）」の意。

## 世帯数と人口
2017年（平成29年）11月1日現在の世帯数と人口は以下の通りである。
| 丁目       | 世帯数    | 人口     |
| ---------- | --------- | -------- |
| 三山一丁目 | 1,182世帯 | 2,825人  |
| 三山二丁目 | 1,038世帯 | 2,140人  |
| 三山三丁目 | 687世帯   | 1,369人  |
| 三山四丁目 | 683世帯   | 1,543人  |
| 三山五丁目 | 1,174世帯 | 2,651人  |
| 三山六丁目 | 880世帯   | 1,937人  |
| 三山七丁目 | 419世帯   | 857人    |
| 三山八丁目 | 975世帯   | 2,027人  |
| 三山九丁目 | 1,019世帯 | 2,123人  |
| 計         | 8,057世帯 | 17,472人 |

## 小・中学校の学区
市立小・中学校に通う場合、学区は以下の通りとなる
| 丁目       | 番地 | 小学校               | 中学校             |
| ---------- | ---- | -------------------- | ------------------ |
| 三山一丁目 | 全域 | 船橋市立三山小学校   | 船橋市立三田中学校 |
| 三山二丁目 | 全域 | 船橋市立三山小学校   | 船橋市立三田中学校 |
| 三山三丁目 | 全域 | 船橋市立三山小学校   | 船橋市立三田中学校 |
| 三山四丁目 | 全域 | 船橋市立三山小学校   | 船橋市立三田中学校 |
| 三山五丁目 | 全域 | 船橋市立三山東小学校 | 船橋市立三山中学校 |
| 三山六丁目 | 全域 | 船橋市立三山東小学校 | 船橋市立三山中学校 |
| 三山七丁目 | 全域 | 船橋市立三山小学校   | 船橋市立三山中学校 |
| 三山八丁目 | 全域 | 船橋市立三山小学校   | 船橋市立三山中学校 |
| 三山九丁目 | 全域 | 船橋市立三山小学校   | 船橋市立三山中学校 |

## 地域のランドマーク
- 船橋三山放送所（地上高180m[要出典]の電波塔）

## 地域の施設

### 公共施設
- 三山郵便局（5丁目）
- 船橋市芝山消防署三山分署（5丁目）
- 船橋市役所三山連絡所（8丁目）

### 教育施設
- 東邦大学習志野キャンパス・附属看護学校（2丁目）
- 日本大学生産工学部津田沼キャンパス（2丁目）※習志野市泉町とまたがっている
- 船橋市立三山東小学校（6丁目）
- 船橋市立三山中学校（6丁目）
- 船橋市立三山市民センター
- 船橋市立三山小学校（2丁目）
- 船橋小鳩幼稚園（5丁目）
- すずらん幼稚園（3丁目）
- 船橋市立三山保育園（6丁目）

### 宗教施設
- 二宮神社（別名寒川神社）（5丁目）
- 神宮寺（5丁目）
- 弁才天（8丁目）

### 病院・介護施設
- 千葉県済生会習志野病院（2丁目、習志野陸軍病院から国立習志野病院を経て現在にいたる）
- 特別養護老人ホーム「三山園」（2丁目）

### その他
- 三山市営住宅（2丁目）
- 児童ホーム（2丁目）
- テニスクラブ サングリーン三山（2丁目）
- NTT三山台住宅（8丁目）
- 千葉信用金庫（8丁目）
- 三山観光バス（8丁目）
- 京成バス三山車庫（8丁目）

## 地域の文化財

### 国登録
- 特になし

### 県指定
- 下総三山の七年祭り（無民）（三山） - 祭りの時期には、二宮神社や神揃場には三山だけでなく、千葉市花見川区畑町、同区幕張町、同区武石町、習志野市津田沼、同市実籾、八千代市大和田・萱田町、同市高津、船橋市古和釜の神輿と担ぎ手や、田喜野井や習志野市藤崎の担ぎ手、近隣からの多くの観客が集まりにぎわう。

### 市指定
- 二宮神社社殿（有建）（三山）
- 斎藤園女等奉納句額（有歴）（三山）
- 二宮神社の神楽（無民）（三山）

### 未登録（文化財候補）
- 特になし

## 三山テレビ・FM放送所
三山小学校の西、隣町田喜野井にある市立三田中学校・市立三田公民館との中間にチバテレの地上波デジタルテレビ放送、NHK千葉放送局・BAYFMのFM放送の親局となる三山送信所があり、千葉県内のほか近隣都県の広い範囲に電波が送信されている。（北緯35度41分50.7秒 東経140度2分47.2秒 / 北緯35.697417度 東経140.046444度）
なお、上記以外の放送局の電波は東京スカイツリーまたは東京タワーからの送信波を直接受信する。
親局は、あくまで千葉県域放送目的であるが、かつては、スポラディックE層によって東京タワーからのVHF送信波に受信障害が起こることの対策として、NHK東京総合のアナログ千葉中継局が設置されていた。

### デジタルテレビ放送
| ID | 放送局名     | コールサイン | 物理 チャンネル | 空中線 電力 | ERP   | 放送対象地域 | 放送区域 内世帯数 | ワンセグ 局名 | 開局日        |
| -- | ------------ | ------------ | --------------- | ----------- | ----- | ------------ | ----------------- | ------------- | ------------- |
| 3  | CTC チバテレ | JOCL-DTV     | 30ch            | 500W        | 4.2kW | 千葉県       | 約286万世帯       | チバテレ携帯  | 2006年 4月1日 |

### アナログテレビ放送
全局2011年7月24日廃局
| チャンネル | 放送局名       | コールサイン 中継局名 | 空中線 電力        | ERP                 | 放送対象地域 | 放送区域 内世帯数 | 開局日         |
| ---------- | -------------- | --------------------- | ------------------ | ------------------- | ------------ | ----------------- | -------------- |
| 44         | NHK 東京総合   | 千葉中継局            | 映像30W 音声7.5W   | 映像640W 音声160W   | 関東広域圏   | 約-万世帯         | 2002年 3月13日 |
| 46         | CTC チバテレビ | JOCL-TV               | 映像5kW 音声1.25kW | 映像42kW 音声10.5kW | 千葉県       | 約-万世帯         | 1971年 5月1日  |

### ラジオ放送
| 周波数 （MHz） | 放送局名   | コールサイン | 空中線 電力 | ERP  | 放送対象地域 | 放送区域 内世帯数 | 開局日         |
| -------------- | ---------- | ------------ | ----------- | ---- | ------------ | ----------------- | -------------- |
| 78.0           | BAYFM      | JOGV-FM      | 5kW         | 23kW | 千葉県       | 約-万世帯         | 1989年 10月1日 |
| 80.7           | NHK 千葉FM | JOMP-FM      | 5kW         | 25kW | 千葉県       | 約-万世帯         | 1971年 8月28日 |

### 補足
- BAYFMのカバーエリアはBAYFM公式サイトによると、千葉県の全域、東京都本土のほぼ全域・神奈川県東部・埼玉県東部・茨城県南部西部と栃木県・群馬県の一部地域[6]。
- NHK総合は南関東の4県（東京都・神奈川県・千葉県・埼玉県）で「1エリア」としており、UHF波を親局に使用するNHK総合デジタルテレビの電波は三山送信所から出ていない。したがって、スポラディックE層対策の地上アナログテレビジョンの中継局は、チバテレのアナログテレビ放送送信所と共に2011年7月24日の停波をもって運用を終えた。
- NHKの地上デジタルテレビ放送で、千葉県内のデータ放送は千葉放送局からの送出に切り替わったものの、通常のテレビ番組は東京都渋谷区の放送センターからの発信なので、地域情報や非常時の情報は『ひるまえ ほっと』などの地域情報番組で南関東エリア全体に放送される。

## 周辺交通機関
この地域は鉄道駅から離れた地域のため、鉄道利用には不便である（下記の駅から徒歩）。
- 京成松戸線薬園台駅・習志野駅
- 京成本線京成大久保駅・実籾駅

JR津田沼駅から京成バス・大久保線の二宮神社行・三山車庫行・習志野出張所行き、船橋新京成バス・三山線の二宮神社前行が比較的利用しやすい。また、バス不毛地帯であった三山1丁目地区には、田喜野井線が実証実験で運行中であったが、2013年春より本運行が開始された。